# ビデオ・アート
ビデオ・アート (video art) とは、映像と音声を扱う芸術ジャンルのひとつ。ディスプレイ（展示・上映）の媒体に映像機器、記録媒体にかつてはビデオテープ、現在はDVDなどの電磁的記録媒体を使うことがある。これによってスクリーンとフィルムを使う作品とは区別されている。1960年代に始まり、機材が低価格化した1980年代以降に制作者数が急増し、1990年代以降はメディア・アートの中に包含されつつ現在に至っている。
ビデオ・アートの表現には、ビデオカメラの他に、モニターやプロジェクター、パソコンとの接続も用いられる。観客と相互作用をするインタラクティブな形式や、他のジャンルの作品とともにインスタレーションとして展示される場合もある。
ビデオ・アート作家の活動は、次のように大きく分けられる。
1. テクノロジーによる実験。実験映画やインターメディアなど、映像表現を拡張する活動[1]。
2. 社会におけるオルタナティブなメディア。芸術に限らず社会現象や社会問題を取り上げる活動[1]。
3. 造形やパフォーマンスに使用する映像の制作。インスタレーションや彫刻への導入、パフォーマンスの再帰的な表現などの活動[1]。

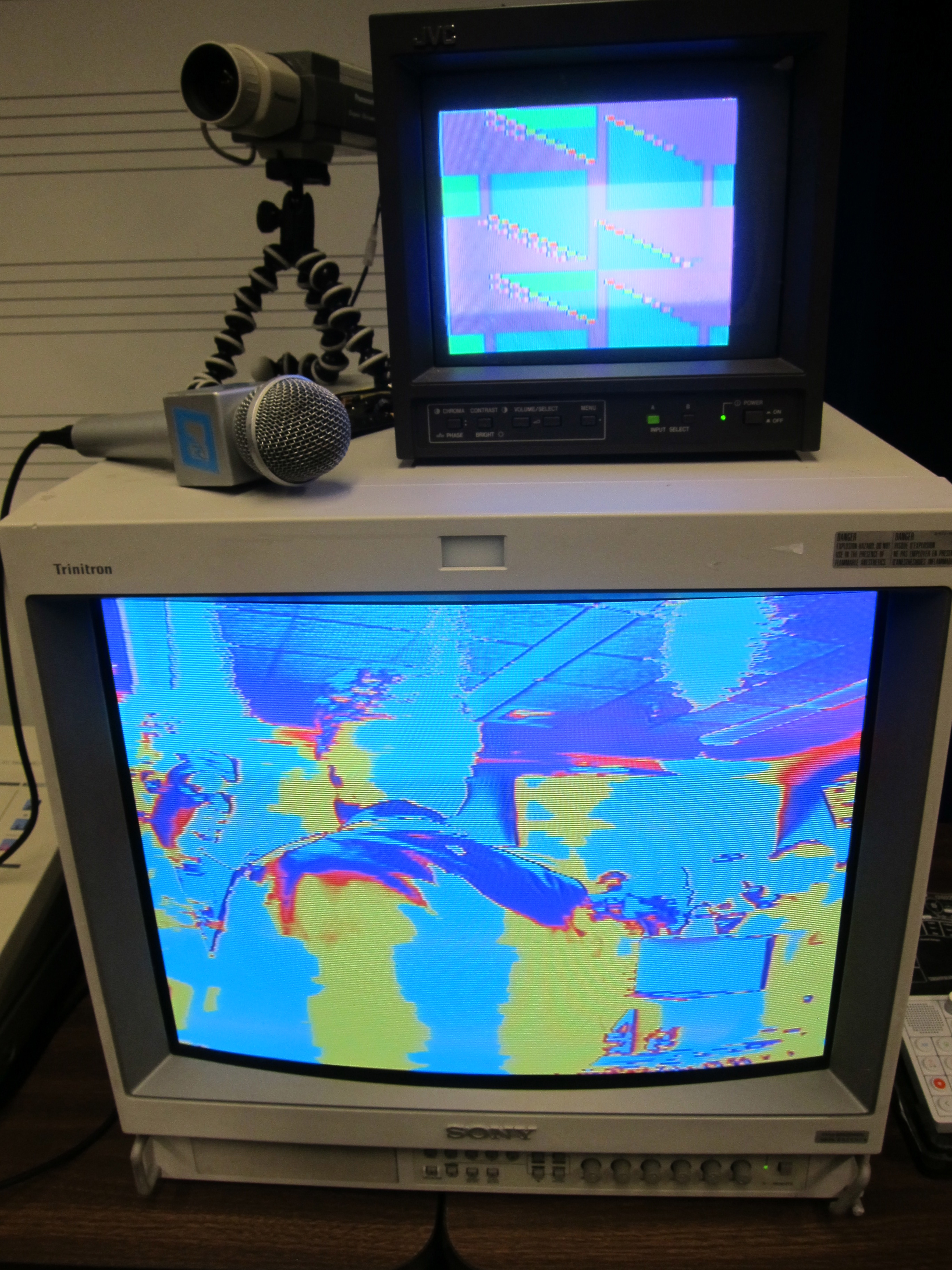
ビデオ・アートのパフォーマンスにつかわれていたビデオ・シンセサイザー

## 歴史
1963年のドイツにおいて、ナム・ジュン・パイクとヴォルフ・フォステルがそれぞれ発表した作品が、ビデオ・アートの始まりとされる。パイクとフォステルは、ともにフルクサスやハプニングなどの芸術運動に参加していた。世界初のビデオ・アート作品は、1963年にナム・ジュン・パイクがヴッパータールのパルナス画廊で開催した個展「音楽の展覧会　エレクトロニック・テレビジョン」で展示したインスタレーションといわれている。13台のテレビ受像器にそれぞれ改造を施し、テレビ画像を歪めたり白黒反転させたりしたものを展示した。同年には、フォステルは『あなたの頭の中の太陽』（1963）を発表している。1965年にパイクはニューヨークのニュー・スクール・フォー・ソーシャル・リサーチで個展『NJパイク—エレクトロニックTV実験、3台のロボット、2つの禅箱、1つの禅缶』を開き、歪んだ画像やさまざまな模様を映しだす『磁石テレビ』を発表した。
1965年以降のビデオ機材の市販によって、芸術家が個人の制作でビデオ機材を使うことが可能となった。この発売をきっかけに、実験映画、コンセプチュアル・アート、パフォーマンス・アートのアーティストたちがビデオ制作をはじめた。当初は、ビデオはフィルムとは別のメディアとして考えられていたが、フィルムとビデオを「映像」というカテゴリーで考えることも可能にした。
撮影した映像をすぐに鑑賞できるビデオの即時性とフィードバックは、芸術と社会の関係にも変化をもたらした。メディア・アクティビストのマイケル・シャンバーグは、マスメディアに対して個人で情報を発信できるビデオに注目した。シャンバーグはビデオ文化の普及を目的として、レインダンス・コーポレーションとともに『ゲリラ・テレビジョン』（1971年）という実践書を出版した。

## 技術

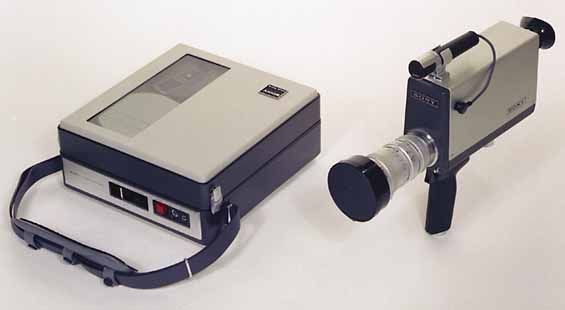
ソニーのポータパック。ビデオ・アート初期の制作で多用された。

ビデオの機能は、被写体を電気信号に変換して像を記録することであり、光学的技術によって記録するフィルムとは異なる。視覚芸術としてのビデオの特徴は、電子的に色や形を操作できる点と、撮影したものをリアルタイムで映し出せる点にあった。
ビデオ・アートの歴史において重要なハードウェアは、1964年にソニーから発売された世界初の家庭用オープンリール式1/2インチVTR「CV-2000」と、1966年に発売されたポータブルビデオカメラ「DVC-2400」である。このふたつのセットは、ポータパックという愛称で呼ばれた。
ビデオ・アート用のオリジナルな機材も試みられ、パイクと阿部修也は1970年から1972年にかけてパイク＝アベ・ビデオシンセサイザー（Paik-Abe Video Synthesizer）を開発した。アナログの信号発振器やモノクロカメラの絵などをモノクロ映像の信号に変換してRGB信号に取り込み、それを加工してビデオ信号にエンコードする機能を持っていた。この機能により、抽象的なイメージや強い色彩による表現が可能となった。

## アーティスト

### 北米
ナム・ジュン・パイクを筆頭に、ビル・ヴィオラ、ビト・アコンシ、ジョーン・ジョナス、ジョン・バルデッサリ、ダン・グレアム、ピーター・キャンパス、ウィリアム・ウェッグマン、マーサ・ロスラー、TVTV、ダグラス・ゴードンらが有名。スティーナ・ヴァスルカとウッディ・ヴァスルカのヴァスルカ夫妻のようなCGを使うアーティストもいる。
カナダのマイケル・ゴールドバーグは、日本でのビデオ・アート普及のために1971年にワークショップを行い、1972年に日本初のビデオ・アート展「ビデオ・コミュニケーション Do It Yourself Kit」展が開催されるきっかけとなった。

### ヨーロッパ
ポーランドのヴォイチェフ・ブルシェヴスキ、ドイツのウォルフ・カーレン、オーストリアのピーター・ウェイベル、イギリスのデイビッド・ホール、スイスのピピロッティ・リストなどが知られる。

### 日本
先駆者として久保田成子が知られている。
日本初のビデオ・アーティストのグループとしてビデオひろば（1972年-1975年）でも活動した山口勝弘、小林はくどう、かわなかのぶひろ、中谷芙二子、萩原朔美、松本俊夫。
そのほか飯村隆彦、山本圭吾、宮井陸郎、安藤紘平、出光真子、和田守弘、宮井陸郎、原田大三郎、土佐尚子、森万里子、石橋義正、岩井俊雄、川村真司、山城知佳子、加藤翼 (アーティスト)、空音央がいる。